# Cannonball Fieber – Auf dem Highway geht’s erst richtig los
Cannonball Fieber – Auf dem Highway geht’s erst richtig los (Originaltitel: Speed Zone!) ist eine US-amerikanische Actionkomödie von Jim Drake aus dem Jahr 1989. Sie ist nur dem deutschen Titel nach eine Fortsetzung der Actionkomödien Auf dem Highway ist die Hölle los (1981) und Auf dem Highway ist wieder die Hölle los (1984).

## Handlung
In Vorbereitung auf den berüchtigten Cannonball Run, einem illegalen dreitägigen Rennen von Washington, D.C. nach Santa Monica, wo der Gewinner und fünf Zweitplatzierte 1 Million US-Dollar erhalten, versammeln sich mehrere Menschen in einem Landgasthof. Der hitzköpfige Polizeipräsident von Washington, Spiro T. Edsel, verhaftet jedoch zusammen mit seinem leidgeprüften Assistenten Whitman alle Fahrer, um das Rennen zu verhindern. Daher müssen Sponsoren bis zum nächsten Tag Ersatzfahrer finden.
Leo Ross, der sieht, dass sein alter Schulrivale Charlie Cronan fahrerische Fähigkeiten hat, während er als Parkservice arbeitet, schikaniert ihn dazu, seinen BMW zu fahren. Ross überredet Charlie auch, Tiffany, eine einfältige Marilyn-Monroe-artige Schauspielerin, mitzubringen.
Vic DeRubis ist ein Auftragsmörder, der Alec Stewart töten soll, einen englischen Versager und zwanghaften Spieler, der Geld verschwendet hat, das er von Kredithaien geliehen hat. Alec überredet Vic, mit ihm zu fahren, in der Hoffnung, den Cannonball Run zu gewinnen und die verschiedenen Gangster auszubezahlen. Sie arbeiten in einem Jaguar XJS zusammen.
Lea Roberts und Margaret übernehmen einen Ferrari Daytona Spyder, nachdem der Fahrer, den sie für sich zu gewinnen versuchten, verhaftet worden ist. Als MIT-Absolventen mit Interesse für Elektronik und Gadgets geraten sie durch das Preisgeld und die Herausforderung in Versuchung.
Als der Fahrer des Lamborghini verhaftet wird, muss Valentino Rosatti, ein launischer italienischer Gepäckträger, ihn von Flash, einem ehemaligen Polizisten, fahren lassen, der das Geld aus seinen eigenen Gründen will.
Nelson und Randolph Van Sloan, zwei Millionäre und die einzigen Fahrer, die nicht in der Polizeiaktion festgenommen wurden, nehmen mit einem Bentley teil. Sie verbringen die meiste Zeit damit, heimlich einen Flug nach Los Angeles zu erwischen, um durch Betrug zu gewinnen.
Dem Rennen folgt ein Paar Fernsehreporter, Heather Scott und Jack O’Neill, die so in die Action verwickelt sind, dass sie sich entschließen, ihren Übertragungswagen zu fahren.
In der Verfolgung ist Edsel, der in seinem erfolglosen Versuch, die Rennfahrer zu stoppen, zunehmend verrückt wird. Edsel und seine Männer schaffen es, Vic und Alec zu verhaften, die schnell entkommen und den Polizeiwagen stehlen. Edsel und Whitman verfolgen sie in ihrem Jaguar.
Zum Abschluss des Rennens gewinnen Edsel und Whitman selbst den Cannonball Run, indem sie den Jaguar zuerst am Santa Monica Pier über die Ziellinie fahren – dies rettet Alec, weil wie er Vic erklärt: Der Gewinner ist das Auto, nicht der Fahrer – gefolgt von Vic und Alec in ihrem gestohlenen Polizeiauto. Charlie und Tiffany, die den BMW fahren, sind Dritte, Lee und Margaret Vierter, Heather und Jack Fünfter, Flash und Valentino Sechster. Die Van Sloan-Brüder kommen als letzte auf Rollerskis, schießen über die Ziellinie und stürzen in den Pazifik.

## Rezeption

### Einspielergebnisse
Die Produktionskosten des Films werden auf 18 Millionen US-Dollar beziffert. Cannonball Fieber konnte in den USA und Kanada rund 3,1 Millionen US-Dollar einnehmen. Der Film konnte die Erwartungen an den Kinokassen nicht erfüllen, der Film gilt als kommerzieller Flop.

### Kritik
Der Film wurde von den Kritikern negativ aufgenommen. Das Filmkritik-Portal Rotten Tomatoes gibt für den Film 0 % positive Rezensionen an, basierend auf 5 Kritiken. Eine von CinemaScore vorgenommene Umfrage unter US-amerikanischen Kinobesuchern kam zu dem Ergebnis, dass die Zuschauer dem Film eine Durchschnittsnote von D+ vergaben, was der deutschen Schulnote 4+ bzw. voll ausreichend entspricht.
Der US-amerikanische Filmkritiker Roger Ebert listete in der Chicago Sun-Times vom 21. April 1989 auf, was er an dem Film nicht witzig fand. Er fasste zusammen, nichts sei witzig oder sei jemals witzig gewesen. Das Talent von John Candy sei im Film verschwendet. Das Lexikon des internationalen Films befand, der Film sei eine „billige Plotte mit einer dürftigen und dümmlichen Handlung“. Auf Kino.de heißt es, eine „schlüssige Story“ würde man vergebens suchen bei diesem „Car-Crash-Klamauk“. Der Mix aus „flotter Musik, Gags, viel Blechschaden und Prominenz in Nebenrollen“ sei „ebenso banal wie unterhaltsam“.

### Auszeichnungen
Brooke Shields erhielt im Jahr 1990 für ihre Rolle die Goldene Himbeere. Jim Drake als Regisseur und Murray Shostak als Produzent wurden nominiert.

## Hintergrund
- Der Film wurde in Los Angeles, in Santa Monica, in Tucson und in Lachute (im kanadischen Québec) gedreht. Die Dreharbeiten begannen am 18. Oktober 1988.[1]
- Laut dem Hollywood Reporter vom 23. Oktober 1988 lautete der Arbeitstitel des Films Cannonball Fever. Zwei Wochen später meldete die Daily Variety, dass der Filmtitel Speedzone Fever lautete. Der endgültige Titel Speed Zone wurde laut dem Daily Variety vom japanischen Filmproduktionsunternehmen Toho-Towa festgelegt, das in den Film investiert hatte.[1]
- Aus den Vorproduktionen Auf dem Highway ist die Hölle los und Auf dem Highway ist wieder die Hölle los ist als einziger Jamie Farr als Scheich Abdul ben Falafel erneut zu sehen. Der Olympiasieger Carl Lewis hat eine Nebenrolle als Jogger.
- Der Film feierte seine Weltpremiere am 21. April 1989 in Los Angeles und startete am 3. August 1989 in den deutschen Kinos. Im Dezember 1989  wurde Cannonball Fieber auf VHS sowie im März 2021 auf DVD (unter dem Titel Cannonball Run 3 – Auf dem Highway geht’s erst richtig los) veröffentlicht.[9][1]